# Фаллахиан, Али
Ходжат-оль-ислам Али Фаллахиан (перс. علی فلاحیان‎, р. 23 октября 1945, Неджефабад) — государственный и религиозный деятель Ирана, министр разведки и национальной безопасности в 1989—1997 гг. в кабинете президента Хашеми Рафсанджани.

## Биография

### Ранние годы и образование
Родился 23 октября 1945 года в Неджефабаде, провинция Исфахан. Окончил курс в религиозной школе Хагани (как и его предшественник Мохаммад Рейшахри) в городе Кум; имеет титул ходжат-оль-ислама.

### Фаллахиан во главе разведки
Входил в состав Совета экспертов ИРИ 3-го созыва. В 1987 был назначен аятоллой Хомейни главным прокурором Специального суда по делам духовенства и возглавил процесс против Мехди Хашеми.
С 1989 по 1997, во время президентства А. Хашеми Рафсанджани, возглавлял министерство разведки Ирана. За время руководства министерством Фаллахиану удалось превратить его в одну из мощнейших мировых спецслужб. Под его руководством Фаллахиана иранская разведка приобрела рычаги воздействия на арабо-израильский и боснийский конфликты, большое влияние на исламское движение Алжира, расширила своё присутствие в Ливане и Пакистане, а также закрепилась в Германии, Таджикистане, Армении и странах Латинской Америки. Фаллахиян также установил контроль не только над международными исламистскими организациями, но и многими леворадикальными группировками типа «Народного фронта освобождения Палестины — Главное командование» и греческой «17 ноября».
После того, как Фаллахиан покинул свой пост, его старший заместитель Саид Эмами был арестован за убийство четырех диссидентов в 1998 и 1999 годах; Эмами впоследствии умер в тюрьме, но власти объявили, что это было самоубийство. Фаллахян начал работать в офисе верховного лидера Али Хаменеи.

### Президентские выборы 2001 года
Фаллахиан был одним из кандидатом на президентских выборах 2001 года, на которых победил реформатор Мохаммад Хатами. Фаллахиан занял шестое место, получив 0,2% голосов; некоторые наблюдатели выдвинули гипотезу, что священнослужитель участвовал в выборах только для того, чтобы очистить свое имя, что было связано с убийствами диссидентов и политическими репрессиями.
19 февраля 2013 года в Бирдженде Фаллахиан объявил о выдвижении своей кандидатуры на президентских выборах, заявив, что «запросы людей ко мне [достигли] определенного порога». Выступая под лозунгом кампании «Развитая исламская страна», он сказал, что его главным приоритетом будет экономика с упором на борьбу с инфляцией и снижение уровня безработицы. Он уточнил, что планирует продолжить реализацию плана реформы субсидий, который многие эксперты винили в подрыве местного бизнеса и экономики.
Что касается дипломатических отношений с Соединенными Штатами, Фаллахиан намекнул, что будет стремиться к улучшению отношений между двумя странами, даже предложил положить конец программе обогащения урана, сказав «достаточно ядерного оружия», поскольку Иран «уже овладел своими знаниями». Он добавил, что видит «светлые горизонты» для сотрудничества между двумя странами, особенно в создании стабильности в Афганистане, Ираке, Тунисе и Египте. Его кандидатура была отклонена Советом стражей конституции.

## Обвинения
В настоящее время Фаллахиан находится в официальном списке разыскиваемых Интерполом в связи с взрывом в здании еврейского культурного центра «Asociación Mutual Israelita Argentina» (AMIA) в Буэнос-Айресе, 18 июля 1994 года, в результате которого погибли 85 человек. Интерпол выдал на Фаллахиана и других подозреваемых красный циркуляр об их предполагаемой роли в нападении в марте 2007 года. Ордер на арест основан на утверждении, что высокопоставленные иранские официальные лица планировали нападение на встрече в августе 1993 года, в числе которых были Высший руководитель Али Хаманеи, тогдашний советник Хаманея по разведке и безопасности Мохаммад Хеджази, тогдашний президент Хашеми Рафсанджани, министр разведки Али Фаллахиан, и тогдашний министр иностранных дел Али Акбар Велаяти.
Кроме того, в 1997 году на Фаллахиана был выдан ордер на арест в связи с убийством трех лидеров курдско-иранской оппозиции в ресторане Миконос. Фаллахян находится под международным ордером, выданным в 1996 году немецким судом из-за его роли в убийствах. Садек Шарафканди из Демократической партии Иранского Курдистана и трое его коллег были убиты в сентябре 1992 года в Берлине агентами иранской спецслужбы. Фаллахиан также был самым известным членом группы из пяти иранцев и ливанцев, на которых в марте 2007 года были выданы международные ордера на арест.
Репортер-расследователь Акбар Ганджи также назвал Фаллахиана «ключом» в «цепных убийствах» 1998 года четырех иранских интеллектуалов-диссидентов. В декабре 2000 года, выступая перед Исламским революционным судом, Акбар Ганджи, "завершив месяцы догадок и ожиданий как властей, так и общественности", "Главным ключом" к цепным убийствам четырех диссидентов иранских интеллектуалов объявил Али Фаллахина.
Швейцарский суд также обвиняет Фаллахиана в организации убийства Казема Раджави, брата лидера «Моджахедин-э Халк» Масуда Раджави, недалеко от Женевы среди бела дня несколькими агентами 24 апреля 1990 года. На него был выдан международный ордер на арест, в результате чего он не может покинуть страну.